# Týnec nad Sázavou
Týnec nad Sázavou (deutsch Teinitz an der Sasau) ist eine Stadt in Tschechien. Sie liegt neun Kilometer nordwestlich von Benešov an der Sázava und gehört zum Okres Benešov. Bekannt wurde die Stadt durch die Fabrikation der JAWA-Motorräder.

## Geographie
Die Stadt befindet sich im Tal der Sázava beiderseits des Flusses. Durch Týnec führt die Staatsstraße 106 zwischen Benešov und Kamenný Přívoz, von der im Ort die 107 nach Říčany abzweigt.
Nachbarorte sind Zbořený Kostelec im Norden, Brodce und Pecerady im Nordosten, Bukovany im Osten, Tejnice und Krusičany im Süden, Chářovice im Südwesten, Chleby und Podělusy im Westen sowie Chrást nad Sázavou im Nordwesten.

## Geschichte
Im 11. Jahrhundert entstand linksseitig der Sázava eine hölzerne Burganlage der Přemysliden, die dem Schutz des Flussüberganges diente. Am Übergang vom 12. zum 13. Jahrhundert erfolgte der Bau der steinernen Burg. Erste schriftliche Nachrichten über die Burg stammen aus dem Jahre 1318; ihr Besitzer war Oldřich z Týnce, einer der Ahnherren des Geschlechts Medek von Waldeck. Im 15. Jahrhundert folgten den Medek von Waldeck, die Geschlechter Klingstein und Velemlýnský. 1602 kaufte Dorota Hodějovská z Hodějova die Herrschaften Týnec und Konopiště, wohin sie 1607 auch ihren Sitz verlegte. Ihr Sohn Adam Hodějovský verlor nach der Schlacht am Weißen Berg 1622 den Besitz, den Albrecht von Waldstein erhielt. Während des Dreißigjährigen Krieges wurden Burg und Ort 1627 niedergebrannt. Die Burg wurde wiederhergestellt, als sie jedoch 1654 erneut ausbrannte, wurde sie aufgegeben. 1790 bestand das Dorf aus ganzen neun Häusern und hatte 54 Einwohner.
Franz Josef von Vrtba, der die Herrschaft 1785 erwarb, richtete 1791 unter Anleitung holländischer und deutscher Fachleute in der Burg und der Rotunde eine Steingutmanufaktur ein. Diese entwickelte sich erfolgreich und das Teinitzer Steingut wurde wegen seiner guten Qualität und Gestaltung geschätzt. 1812 wurde für das Steingutwerk ein neues Fabrikgebäude im Empirestil errichtet. In der ersten Hälfte des 19. Jahrhunderts fiel der Besitz des erloschenen Geschlechts von Vrtba dem Fürsten Johann Karl Lobkowitz zu. 1842 errichtete Jacob Wahle aus Prag in Brodetz eine Baumwollspinnerei. 1848 lebten in dem Dorf 180 Menschen.
Wegen des Deutschen Krieges brachen die bisherigen Absatzmärkte zusammen und die Steingutfabrik wurde 1866 stillgelegt. 1878 gründete František Janeček eine Waffenfabrik, die 1922 ein neues Werksgelände in Prag erhielt. Nachdem Franz Ferdinand von Österreich-Este 1887 die Konopischter Güter erworben hatte, ließ er die Steingutfabrik zum Hotel umbauen. Mit dem Bau der Lokalbahn von Prag nach Čerčany erhielt der Ort 1897 einen Eisenbahnanschluss. Im Jahre 1900 war die Einwohnerzahl auf 1240 angestiegen und am rechten Ufer der Sázava entstand eine Siedlung. 1922 wurde Týnec nad Sázavou eine selbstständige Gemeinde.
1929 begann Janeček mit der Produktion von Motorrädern der Marke JAWA. Im gleichen Jahr ließ er sich von den bekannten Prager Architekten Karl Kohn und Otto Kohn eine dem neobarocken Historismus verpflichtete Villa bauen. „Der Charakter des wohlhabenden Fabrikanten Janeček spiegelt sich im extrovertierten und offenen Baukörper wider. Das unebene Terrain vereinheitlichen geometrische Gärten und schmale Wege, die den freistehenden runden Baukörper umrahmen und räumlich zur Geltung kommen lassen. Den Wunsch des Auftraggebers nach einer maximalen Lichtdurchflutung der Räume haben die Architekten durch die kreisförmige Grundrissdisposition des Baukörpers umgesetzt.“
1931 errichtete Janeček in Týnec eine Aluminiumgießerei und weitete 1937 die Motorradherstellung auf das Brodetzer Werk aus. Ab 1942 wurde der historische Teil des Ortes links der Sasau wegen der Errichtung des SS-Truppenübungsplatzes Böhmen geräumt. Am 9. Mai 1945 wurden im Ort französische und polnische Häftlinge eines Todeszuges aus den Konzentrationslagern Flossenbürg und Theresienstadt befreit. 1950 hatte die Industriegemeinde inzwischen 2500 Einwohner. 1964 wurde die neue Betriebsstätte der JAWA-Werke eingeweiht. Seit dem 1. Januar 1969 ist Týnec nad Sázavou eine Stadt.

## Ortsgliederung
Die Stadt Týnec nad Sázavou besteht aus den Ortsteilen Brodce (Brodetz), Chrást nad Sázavou (Chrast an der Sasau), Krusičany (Krusitschan), Pecerady (Petzerad), Podělusy (Podielus), Týnec nad Sázavou (Teinitz an der Sasau) und Zbořený Kostelec (Wüstkosteletz) sowie den Siedlungen Hůrka (Hurka) und Větrov (Wietrow).

## Sehenswürdigkeiten
- Burg Týnec

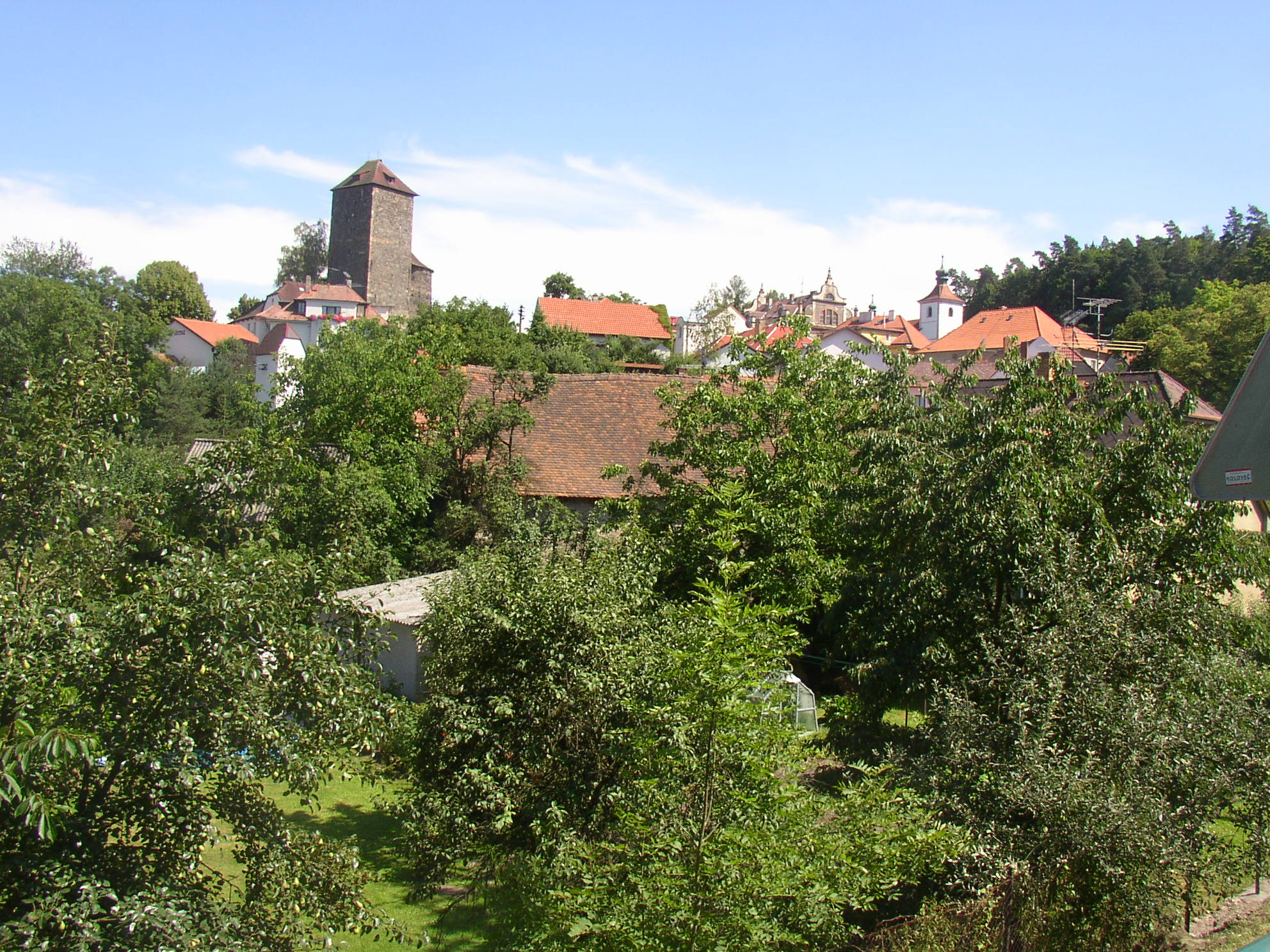
Týnec nad Sázavou

- steinerne romanische Rotunde der alten Přemyslidenburg
- frühere Steingutfabrik, dient heute als Kulturhaus
- Burgruine Zbořený Kostelec
- Bürgerhaus U Micků
- Kirche des Hl. Simon und Judas
- Keramikmuseum